# البارودية (حلب)
البارودية قرية سوريّة تتبع إداريّاً لمحافظة حلب منطقة عين العرب ناحية صرين، بلغ تعداد سكانها 162نسمة حسب التعداد السكاني لعام 2004.